# A la Costa
A la costa es una novela histórica escrita por el ecuatoriano Luis Alfredo Martínez y publicada originalmente en 1904, considerada la obra cumbre del autor. La trama se desarrolla a finales del siglo XIX en medio de los cambios políticos y sociales provocados por la Revolución liberal de Ecuador.
La novela fue adaptada como miniserie por la cadena de televisión Ecuavisa, bajo la dirección de Carl West.

## Argumento
Salvador es un joven perteneciente a una familia conservadora de Quito. Entabla amistad con Luciano, un joven hacendado de tendencia liberal que se enamora de la hermana de Salvador, Mariana. Cuando Mariana le confiesa a su familia que ella también está enamorada de Luciano le prohíben tanto a ella como a Salvador volver a hablarle. Luciano viaja a Europa, pero antes de marcharse él y Mariana se encuentran y tienen relaciones sexuales, por lo que Mariana se siente avergonzada e impura y es llevada a un convento por consejo de una amiga de la familia.
Cuando el padre de Salvador muere, la familia cae en desgracia y comienza a desintegrarse. Mariana es violada por un sacerdote que la abandona luego de dejarla embarazada. Tiempo después es empujada a la prostitución mientras su madre termina viviendo en un cuarto de otra familia. Salvador decide emigrar a la Costa y trabajar en una hacienda.
En la Costa recibe abusos constantes de varios trabajadores y se enamora de Consuelo, la hija del capataz de la hacienda. Finalmente se casan y Consuelo queda embarazada, pero Salvador cae enfermo de malaria y es llevado de urgencia en busca de un doctor. Cuando llega a Guayaquil se encuentra con Luciano, que ha venido a buscarlo, y a quien Salvador le encomienda que cuide a Consuelo y a su hijo, justo antes de fallecer.

## Análisis

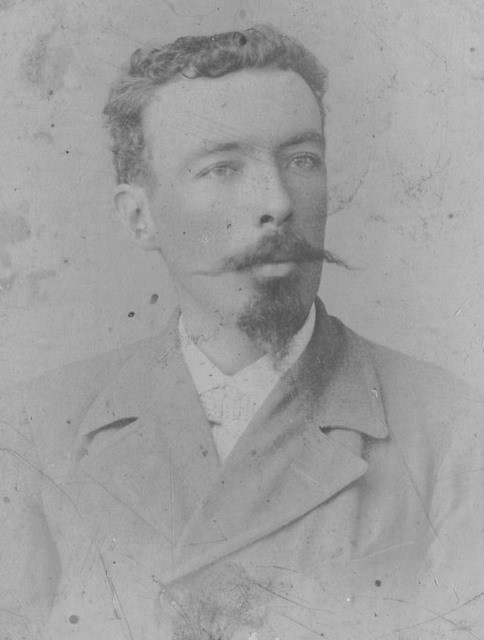
Luis Alfredo Martínez

La novela marca la superación del costumbrismo en la literatura ecuatoriana y explora problemas nacionales como el regionalismo, la corrupción de la religión, las falencias en la educación y los conflictos ideológicos. Ángel Felicísimo Rojas la llamó «una de las más grandes novelas ecuatorianas». Jorge Enrique Adoum, por su lado, la calificó como la «primera expresión de la voluntad de ver y explicarse el país».
El autor Galo René Pérez aseveró que A la costa representaba el antípoda de Cumandá, novela escrita por Juan León Mera. De acuerdo a Pérez, Martínez mostró la sociedad desde una óptica liberal, mostrando la religión como una organización decadente nutrida del fanatismo ultracatólico de la época. Las descripciones del ambiente y su relación con la trama, al contrario de las empleadas por Juan León Mera, evitan el lenguaje poético y muestran un efecto directo sobre los personajes. Además, es un contraste de los proyectos políticos de cada partido. En el caso de Cumandá el partido conservador impulsaba un expansionismo hacia la Amazonía como en las Misiones de Maynas, se destaca las raíces indígenas y se impulsa a la iglesia católica con la consagración al Sagrado Corazón de Jesús. Por otro lado Luis A. Martínez propuso el proyecto liberal de Ecuador como un país laico (contrastando la sierra católica con la costa secular), que se basa en una población mestiza y una economía volcada hacia el comercio internacional con la exportación de productos agrícolas como el cacao y el desarrollo del sector financiero. Su libro es la expresión literaria de lo que el sociólogo Belisario Quevedo desarrollaría en «Sociología política y moral» bajo la frase «la costa es positivista y la sierra romántica».
Los efectos de estas ideas tuvieron un impacto en el conflicto limítrofe con Perú, ya que mientras en Ecuador la migración interna se dirigía «a la costa», Perú pobló los territorios amazónicos alrededor de la ciudad de Iquitos que antes habían sido parte de las Misiones de Maynas. Posteriormente el poblamiento peruano de esta región sería usado como argumento a favor de la anexión de esos territorios a ese país. Su obra terminaría proyectando lo que sería el futuro de Ecuador de acuerdo al desarrollo histórico de ese país durante el siglo XX, consolidando una república laica, mestiza y con un mayor peso demográfico en la región costera.

El valor de esta novela también está alrededor de su valor pictórico. El autor aprovechó sus destrezas como artista, por lo que esta novela goza de gran cantidad de paisajes que llamaron mucho la atención de los lectores. Esto en se debía a que en el siglo XIX no era común movilizarse entre las montañas y la costa de Ecuador por lo que muchas personas conocieron otras regiones del país a través de sus libros. Por ejemplo:
Nada le gustaba tanto como trepar a uno de esos picos resquebrajados por las intemperies de los siglos, y dominar desde allí, sobre un dosel de nieblas, la confusión sublime de cordilleras, valles solitarios y gigantes nevados. En cada lagunilla, en cada mancha de bosquecillos negros, en cada roca, en cada hilera encontraba la poesía de la verdad, la poesía de la naturaleza; y no esa fingida y académica cantada por poetas enfermos de vaciedad e impotencia.
También es considerada como la principal precursora del movimiento realista en Ecuador, algo que Luis A. Martinez comparte tanto en su novela como en sus lienzos que también eran de corte realista y formaron la transición desde el romanticismo decimonónico. Por esta razón el realismo de Martínez era uno positivista y que se enfocaba en las cosas, como sucedía en sus cuadros de paisajes o en esta novela donde describe principalmente a dos regiones (el libro está partido en dos, al igual que Ecuador). Por otro lado el realismo social que le procedería en la literatura se enfocaba mucho más en las personas y hacía distinciones raciales (algo que no forma parte del tema principal de A la costa) como una forma de aplicar la lucha de clases a Ecuador.